# Cherokee megye (Kansas)
Cherokee megye az Amerikai Egyesült Államokban, azon belül Kansas államban található. Megyeszékhelye Columbus, legnagyobb városa Baxter Springs. Lakosainak száma 19 362 fő (2020. április 1.). Cherokee megye Crawford, Ottawa, Labette, Craig, Newton és Jasper megyékkel határos.

## Népesség
A megye népességének változása:
| Lakosok száma | 21 562 | 21 392 | 21 213 | 20 978 | 20 533 | 19 362 |
|               | 2010   | 2011   | 2012   | 2013   | 2015   | 2020   |